# Gran Premio motociclistico di Svezia 1989
Il Gran Premio motociclistico di Svezia è stato il tredicesimo appuntamento del motomondiale 1989. Si è svolto il 13 agosto sul circuito di Anderstorp e vi hanno gareggiato le classi 125, 250 e 500 oltre alla classe sidecar.
Le vittorie nelle tre gare in singolo disputate sono state di Eddie Lawson in 500, Sito Pons in 250 e Àlex Crivillé in 125, mentre tra i sidecar si è imposto l'equipaggio Rolf Biland/Kurt Waltisperg.

## Classe 500
Vincendo la gara e approfittando del fatto che il maggiore rivale nella corsa al titolo, Wayne Rainey, si è dovuto ritirare, lo statunitense Eddie Lawson si distacca in classifica generale e ora ha 13,5 punti di vantaggio sull'avversario.

### Arrivati al traguardo
| Pos. | Pilota               | Moto   | Tempo    | Griglia | Punti |
| ---- | -------------------- | ------ | -------- | ------- | ----- |
| 1    | Eddie Lawson         | Honda  | 46.31.95 | 3       | 20    |
| 2    | Christian Sarron     | Yamaha | 46.37.60 | 4       | 17    |
| 3    | Wayne Gardner        | Honda  | 46.56.98 | 14      | 15    |
| 4    | Niall Mackenzie      | Yamaha | 47.03.58 | 6       | 13    |
| 5    | Kevin Magee          | Yamaha | 47.23.50 | 5       | 11    |
| 6    | Ron Haslam           | Suzuki | 47.27.40 | 8       | 10    |
| 7    | Pierfrancesco Chili  | Honda  | 47.27.61 | 7       | 9     |
| 8    | Adrien Morillas      | Honda  | 47.27.79 | 12      | 8     |
| 9    | Robert McElnea       | Honda  | 48.05.45 | 10      | 7     |
| 10   | Tadahiko Taira       | Yamaha | 1 giro   | 11      | 6     |
| 11   | Alessandro Valesi    | Yamaha | 1 giro   | 15      | 5     |
| 12   | Simon Buckmaster     | Honda  | 1 giro   | 21      | 4     |
| 13   | Fabio Biliotti       | Honda  | 2 giri   | 19      | 3     |
| 14   | Bruno Kneubühler     | Honda  | 2 giri   | 26      | 2     |
| 15   | Juan López Mella     | Honda  | 2 giri   | 18      | 1     |
| 16   | Nicholas Schmassmann | Honda  | 2 giri   | 20      |       |
| 17   | Timo Paavilainen     | Suzuki | 2 giri   | 27      |       |

### Ritirati
| Pilota              | Moto       | Motivo | Griglia |
| ------------------- | ---------- | ------ | ------- |
| Wayne Rainey        | Yamaha     |        | 1       |
| Kevin Schwantz      | Suzuki     |        | 2       |
| Rachel Nicotte      | Chevallier |        | 17      |
| Torbjorn Bastiansen | Suzuki     |        | 25      |
| Peter Lindén        | Honda      |        | 13      |
| Andreas Leuthe      | Suzuki     |        | 24      |
| Alan Carter         | Honda      |        | 22      |

### Non partiti
| Pilota        | Moto   | Motivo | Griglia |
| ------------- | ------ | ------ | ------- |
| Josef Doppler | Honda  |        | 23      |
| Marco Gentile | Fior   |        | 16      |
| Luca Cadalora | Yamaha |        | 9       |

## Classe 250
Già vincitore del titolo mondiale, lo spagnolo Sito Pons non si accontenta e ottiene il suo settimo successo dell'anno, precedendo il tedesco Reinhold Roth e lo svizzero Jacques Cornu.

### Arrivati al traguardo
| Pos. | Pilota                    | Moto    | Tempo    | Griglia | Punti |
| ---- | ------------------------- | ------- | -------- | ------- | ----- |
| 1    | Sito Pons                 | Honda   | 40.37.68 | 4       | 20    |
| 2    | Reinhold Roth             | Honda   | 40.39.33 | 3       | 17    |
| 3    | Jacques Cornu             | Honda   | 40.39.82 | 5       | 15    |
| 4    | Carlos Cardús             | Honda   | 40.41.51 | 1       | 13    |
| 5    | Luca Cadalora             | Yamaha  | 40.47.25 | 2       | 11    |
| 6    | Toshihiko Honma           | Yamaha  | 40.50.10 | 12      | 10    |
| 7    | Didier de Radiguès        | Aprilia | 40.50.47 | 9       | 9     |
| 8    | Martin Wimmer             | Aprilia | 41.02.39 | 8       | 8     |
| 9    | Alex Barros               | Yamaha  | 41.11.33 | 29      | 7     |
| 10   | Juan Garriga              | Yamaha  | 41.11.62 | 6       | 6     |
| 11   | Jochen Schmid             | Honda   | 41.12.13 | 15      | 5     |
| 12   | Wilco Zeelenberg          | Honda   | 41.17.92 | 11      | 4     |
| 13   | Harald Eckl               | Aprilia | 41.18.19 | 26      | 3     |
| 14   | Andreas Preining          | Aprilia | 41.19.05 | 18      | 2     |
| 15   | Alain Bronec              | Aprilia | 41.36.75 | 23      | 1     |
| 16   | Gary Cowan                | Yamaha  | 41.37.30 | 19      |       |
| 17   | Manfred Herweh            | Yamaha  | 41.45.06 | 28      |       |
| 18   | Patrick van den Goorbergh | Yamaha  | 41.45.47 | 24      |       |
| 19   | Hans Becker               | Honda   | 41.45.76 | 27      |       |
| 20   | Peter Lindén              | Yamaha  | 42.00.78 | 22      |       |
| 21   | Jean-Francois Foray       | Yamaha  | 1 giro   | 32      |       |
| 22   | Johan Svaerdgren          | Yamaha  | 1 giro   | 36      |       |
| 23   | Alberto Rota              | Aprilia | 1 giro   |         |       |
| 24   | August Auinger            | Yamaha  | 1 giro   | 34      |       |

### Ritirati
| Pilota              | Moto    | Motivo | Griglia |
| ------------------- | ------- | ------ | ------- |
| Stefano Caracchi    | Honda   |        | 17      |
| Masahiro Shimizu    | Honda   |        | 14      |
| Maurizio Vitali     | Honda   |        | 20      |
| Helmut Bradl        | Honda   |        | 7       |
| Fausto Ricci        | Aprilia |        | 30      |
| Bernard Haenggeli   | Yamaha  |        | 31      |
| Daniel Amatriaín    | Honda   |        | 35      |
| Alberto Puig        | Yamaha  |        | 13      |
| Carlos Lavado       | Aprilia |        | 10      |
| Paolo Casoli        | Honda   |        | 16      |
| Jean-François Baldé | Yamaha  |        | 37      |

### Non partiti
| Pilota         | Moto  | Motivo | Griglia |
| -------------- | ----- | ------ | ------- |
| Andrew Leisner | Honda |        | 25      |

## Classe 125
Cambio al vertice della classifica dell'ottavo di litro: il precedente capoclassifica, l'italiano Ezio Gianola, è caduto; in questo modo lo spagnolo Àlex Crivillé vincitore della corsa e l'olandese Hans Spaan, giunto secondo, l'hanno sopravanzato ad una sola prova dal termine della stagione.

### Arrivati al traguardo
| Pos. | Pilota            | Moto     | Tempo    | Griglia  | Punti |
| ---- | ----------------- | -------- | -------- | -------- | ----- |
| 1    | Àlex Crivillé     | JJ Cobas | 39.56.09 | 1        | 20    |
| 2    | Hans Spaan        | Honda    | 39.58.86 | 2        | 17    |
| 3    | Kōji Takada       | Honda    | 39.59.10 | 7        | 15    |
| 4    | Jorge Martínez    | Derbi    | 39.59.34 | 4        | 13    |
| 5    | Fausto Gresini    | Garelli  | 40.27.03 | 13       | 11    |
| 6    | Stefan Prein      | Honda    | 40.27.32 | 6        | 10    |
| 7    | Allan Scott       | Honda    | 40.42.89 | 5        | 9     |
| 8    | Flemming Kistrup  | Honda    | 40.44.55 | 12       | 8     |
| 9    | Hubert Abold      | Rotax    | 40.48.35 | 9        | 7     |
| 10   | Johnny Wickström  | Honda    | 40.50.25 | 22       | 6     |
| 11   | Dirk Raudies      | Honda    | 40.50.75 | 32       | 5     |
| 12   | Mike Leitner      | Honda    | 40.52.00 | 14       | 4     |
| 13   | Stuart Edwards    | Honda    | 40.52.71 | 17       | 3     |
| 14   | Herri Torrontegui | Honda    | 40.55.61 | 30       | 2     |
| 15   | Taru Rinne        | Honda    | 40.59.58 | 21       | 1     |
| 16   | Heinz Lüthi       | Honda    | 41.01.45 | 33       |       |
| 17   | Robin Milton      | Honda    | 41.11.42 | 11       |       |
| 18   | Alfred Waibel     | Honda    | 41.11.91 | 29       |       |
| 19   | Ralf Waldmann     | Seel     | 41.12.35 | 18       |       |
| 20   | Bady Hassaine     | Honda    | 41.13.19 | 15       |       |
| 21   | Bruno Casanova    | Aprilia  | 41.13.52 | 26       |       |
| 22   | Emilio Cuppini    | Aprilia  | 41.17.78 | 31       |       |
| 23   | Hervé Duffard     | Honda    | 41.18.01 | 41.18.01 |       |
| 24   | Alex Bedford      | EMC      | 41.18.34 | 23       |       |
| 25   | Jukka Vainio      | Honda    | 41.40.08 | 34       |       |

### Ritirati
| Pilota           | Moto      | Motivo | Griglia |
| ---------------- | --------- | ------ | ------- |
| Corrado Catalano | Gazzaniga |        | 16      |
| Thierry Feuz     | Honda     |        | 19      |
| Ezio Gianola     | Honda     |        | 8       |
| Peter Öttl       | Krauser   |        | 28      |
| Hisashi Unemoto  | Honda     |        | 3       |
| Manuel Hernández | Honda     |        | 27      |
| Doriano Romboni  | Honda     |        | 20      |
| Julián Miralles  | Derbi     |        | 24      |
| Adi Stadler      | Honda     |        | 10      |
| Robin Appleyard  | Honda     |        | 25      |
| Serge Julin      | Honda     |        | 36      |

## Classe sidecar
Nella penultima gara della stagione Rolf Biland-Kurt Waltisperg vincono precedendo di misura Michel-Fresc e Webster-Hewitt. I britannici, che partivano dalla pole position, guadagnano comunque due punti in classifica su Egbert Streuer-Geral de Haas, che devono accontentarsi del 4º posto dopo essere scattati dalla 18ª posizione in griglia.
Con un solo GP ancora da disputare, Webster, in testa al mondiale con 130 punti, può essere insidiato solo da Streuer, che insegue a 116.

### Arrivati al traguardo (posizioni a punti)[5]
| Pos | Pilota             | Passeggero      | Moto          | Tempo    | Punti |
| --- | ------------------ | --------------- | ------------- | -------- | ----- |
| 1   | Rolf Biland        | Kurt Waltisperg | LCR-Krauser   | 37'52"90 | 20    |
| 2   | Alain Michel       | Jean-Marc Fresc | LCR-Krauser   | +0"58    | 17    |
| 3   | Steve Webster      | Tony Hewitt     | LCR-Krauser   | +1"79    | 15    |
| 4   | Egbert Streuer     | Geral de Haas   | LCR-Yamaha    | +16"02   | 13    |
| 5   | Steve Abbott       | Shaun Smith     |               | +54"87   | 11    |
| 6   | Barry Brindley     | Graham Rose     | Fowler-Yamaha | +1'00"60 | 10    |
| 7   | Markus Egloff      | Urs Egloff      | SMS-Yamaha    | +1'01"26 | 9     |
| 8   | Rolf Steinhausen   | Bruno Hiller    | Busch         |          | 8     |
| 9   | Yoshisada Kumagaya | Phillip Coombes | Windle-Yamaha |          | 7     |
| 10  | Fritz Stölzle      | Hubert Stölzle  | LCR-Krauser   |          | 6     |
| 11  | Bernd Scherer      | Thomas Schröder | BSR-Krauser   |          | 5     |
| 12  | René Progin        | Yvan Hunziker   | LCR-Krauser   |          | 4     |
| 13  | Yvan Nigrowsky     | Jacques Corbier | LCR-JPX       |          | 3     |
| 14  | Tony Wyssen        | Kilian Wyssen   | LCR-Krauser   |          | 2     |
| 15  | Wolfgang Stropek   | Steve Campbell  | LCR-Krauser   |          | 1     |